# フランツ・ヴァルター・シュターレッカー

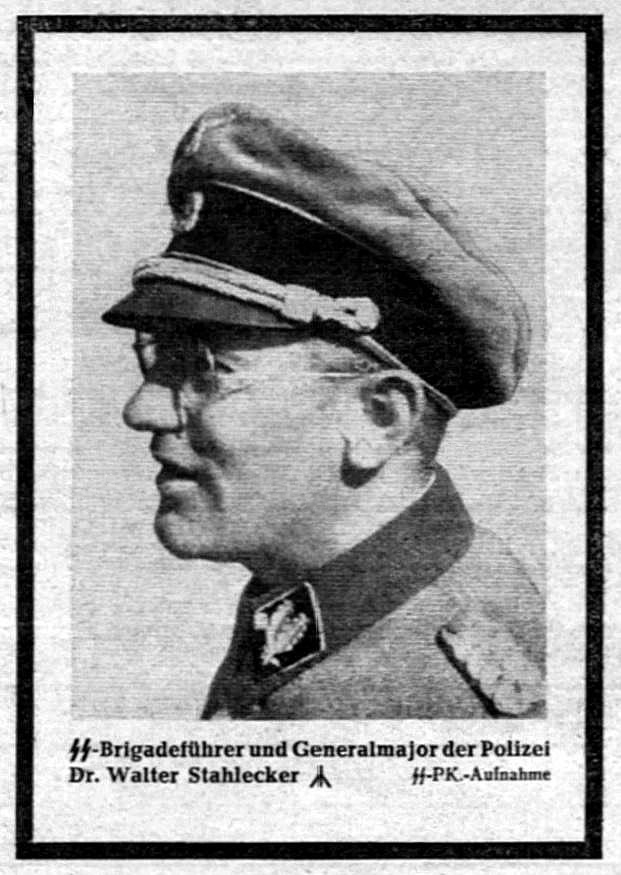
フランツ・ヴァルター・シュターレッカー

フランツ・ヴァルター・シュターレッカー（Franz Walter Stahlecker、1900年10月10日‐1942年3月23日）はナチス・ドイツ親衛隊（SS）の将校。戦時中、殺人部隊アインザッツグルッペンの指揮官をしていた。最終階級は親衛隊少将（SS-Brigadeführer）および警察少将（Generalmajor der Polizei）。法学博士号を所持。

## 略歴
1900年、シュテルネンフェルス生まれ。テュービンゲン大学で法学を学び、博士号を取得した。
1932年に親衛隊に入隊。
1933年5月にナチス党に入党（党員番号3,219,015）。1933年1月にはヴュルテンベルク州のゲシュタポ副長官、1934年には同州のゲシュタポ長官となる。さらにラインハルト・ハイドリヒに抜擢され、SD本部に配属された。1938年にオーストリア併合があった後はアインザッツグルッペンウィーンの指揮官となり、ウィーンのSD司令官となる。同時に親衛隊大佐に昇進した。ベーメン・メーレン保護領の警察指導者カール・ヘルマン・フランクの下でプラハ保安警察及びSD司令官として働いた。さらに1940年5月にはノルウェーの保安警察及びSD司令官となり、親衛隊上級大佐に昇進。その後、ハイドリヒと意見の相違があり、SDを離れて外務省へ移った。
1941年6月、親衛隊少将および警察少将となり、ハイドリヒからアインザッツグルッペAの司令官を命じられた。シュターレッカーとしてはこの任命を通じて国家保安本部へ返り咲きたかったという。アインザッツグルッペAは北方軍集団に従って行動し、バルト三国からレニングラードへ向けて進んだ。道中ユダヤ人やロマ・共産主義者、その他ナチスにとって「好ましくない者」を大量に虐殺した。シュターレッカーは1941年10月15日、ベルリンにアインザッツグルッペAが22万9052人のユダヤ人を殺害したことを報告している。1941年9月、レニングラード地区のソ連のパルチザンを追撃して北部戦線へ移動し、11月8日にオストラント保安警察及びSD司令官に任命される。だがこの作戦中の1942年3月23日に、ガッチーナ近くでパルチザンから受けた攻撃により負傷し、リガの病院で治療を受けたが3月23日に死亡した。彼の葬儀はプラハで行われた。